# Racketeer Influenced and Corrupt Organizations Act
Racketeer Influenced and Corrupt Organizations Act (ofte refereret til som RICO Act eller RICO) er en amerikansk lov, der giver mulighed for udvidede kriminalretlige straffe og mulighed for udvidede civile søgsmål. Loven anvendes på handlinger der er blevet foretaget af en kriminel organisation.
RICO-loven blev vedtaget i 1970. Dens oprindelige formål var at give mulighed for at retsforfølge den amerikanske mafia, mens den anvendelsesområde har været bredere.

## Sammenfatning
En "racketeer" er en person der beskæftiger sig med "racketeering",som er en samlebetegnelse for bl.a. opkrævning af beskyttelsespenge (afpresning), ulovlig spillevirksomhed, lånehajsvirksomhed m.m.
Det omfatter de fleste af de typer kriminalitet, som man traditionelt forbinder med organiseret kriminalitet og RICO kan derfor kort siges at handle om organiseret kriminalitet.
Ifølge RICO-loven kan en person der er medlem af et foretagende, som har begået 2 ud af 35 mulige føderale og 8 statslige forbrydelser inden for en 10 års periode, tiltales for "racketeering" (= organiseret kriminalitet). Hvis man dømmes skyldig kan man få en bødestraf på op til 25000$ og 20 års fængsel pr. tiltalepunkt. Derudover mister den dømte alle indtægter, ejerandele og anden ejendom, som er opnået gennem organiseret kriminalitet. RICO giver også privatpersoner der har lidt tab som følge af den kriminelle organisations handlinger mulighed for et civilt søgsmål. Hvis søgsmålet vindes kan sagsøgeren indkassere det tredobbelte af tabet.
Når statsadvokaten beslutter sig for at tiltale en person under RICO, har statsadvokaten mulighed for at søge om midlertidig indefrysning af den tiltaltes værdier for at forhindre at disse gemmes. Ligeledes kan det kræves, at den tiltalte stiller med en kaution. Disse forholdsregler blev indført, fordi ejerne af mafiarelaterede selskaber ofte gemte værdierne. Fastfrysningen af værdierne og/eller kautionen sikrer at der er noget at beslaglægge, i tilfælde af at den tiltalte dømmes skyldig.
I mange tilfælde kan truslen om en RICO-tiltale tvinge tiltalte til at erklære sig skyldig i mindre anklagepunkter, da beslaglæggelsen af midler kan gøre det vanskeligt at betale for en forsvarsadvokat.
På trods af dens hårde straffe anses en RICO-tiltale for at være let at bevise i retten, da den fokuserer på
handlingsmønstre frem for kriminelle handlinger.
Ideen i RICO er følgende: da det er meget vanskeligt fuldstændigt at afdække organiseret kriminalitet, har man fundet det tilstrækkeligt, hvis der kan føres bevis for at der foreligger et mønster i de kriminelle handlinger. Man slutter så ud fra disse handlinger, at der foreligger et system af organiseret kriminalitet, også selv om man ikke kan afdække alle detaljer i systemet. Det er i denne forbindelse meget vigtigt, at det er tilstrækkeligt at være "medlem" af en kriminel organisation; man behøver altså ikke selv at udføre de aktuelle handlinger. Derfor kan en bagmand – en "godfather" forfølges via denne lovgivning.

## RICO lovovertrædelser
Under RICO er følgende defineret som "racketeering" (organiseret kriminalitet) :
- Enhver overtrædelse af de enkelte staters love vedrørende spil, mord, kidnapning, afpresning, brandstiftelse, røveri, bestikkelse, rufferivirksomhed, handel med ulovlige stoffer.
- Enhver af følgende handlinger: bestikkelse, forfalskning, tyveri, underslæb, svindel, rufferi, forhindring af rettens arbejde, slaveri, ulovlig spillevirksomhed, hvidvaskning af penge, bestilling af lejemord og adskillige andre lovovertrædelser dækket af den føderale lov (det er paragraffer som gælder i hele USA):
- Underslæb af fagforeningsmidler
- Konkursrytteri og forsikringssvindel
- Narkohandel
- Hvidvaskning af penge
- Menneskesmugling
- Terrorisme
Et mønster af organiseret kriminalitet kræver
1) at en tiltalt har udført mindst to af de ovenfor oplistede handlinger, med højst 10 års mellemrum (fraregnet afsoningstid for en evt. fængelsstraf).
2) at handlingerne har "de samme eller lignende formål, følger, deltagere, ofre eller udførelsesmåder eller på anden måde er forbundet med genkendelige træk og ikke er isolerede handlinger" (formuleret af den amerikanske højesteret som retningslinjer til de føderale domstole)
3) at handlingerne er "kontinuerte" forstået på den måde, at de enten er foretaget i et afgrænset tidsrum eller at de indeholder en trussel om fremtidig gentagelse.

## Anvendelsesområder for RICO
Ud over at retsforfølge de ovennævnte handlinger, har en af de mest succesfulde anvendelser af RICO har været muligheden for at tiltale personer for trusler og strafaktioner mod vidner og ofre.
Ud over de nævnte vidnetrusler/forfølgelse af vidner, kan RICO også anvendes, hvis kriminelle bevidst bruger søgsmål til at chikanere enkeltpersoner eller firmaer, med det formål at hævne sig på informanter eller ofre som har vidnet, eller at lukke munden på modstandere.

## Berømte sager

### Hells Angels Motorcykel klub
I 1979 kørtes en sag mod Sonny Barger og adskillige andre medlemmer af Oakland afdelingen af Hells Angels
under anvendelse af RICO. I United States versus Barger forsøgte anklagemyndigheden at påvise et mønster af kriminel aktivitet med det formål at dømme Barger og andre medlemmer af klubben for RICO-overtrædelser relateret til våben og illegale stoffer. Juryen frikendte Barger for RICO-anklagerne, med en uafgjort jury. En repræsentant for de anklagede udtalte i denne forbindelse: "Der var ingen bevis for at det var en del af klubbens politik, og uanset hvor meget de forsøgte kunne staten ikke fremskaffe belastende referater fra nogle af vores møder der omtalte stoffer eller våben".

### Frank Tieri
d. 21 november 1980 blev Frank Tieri den første mafiaboss, som blev dømt efter RICO-loven.

### Katolske misbrugssager
I nogle jurisdiktioner er RICO-sager blevet ført mod katolske præster, idet man brugte denne metode til at kunne retsforfølge personer højere oppe i rangfølgen, for misbrug begået under deres ledelse.
En storjury i Cleveland frikendte to biskopper for rackeetering, idet de fandt at deres dårlige håndtering af misbrugssagerne ikke kunne sidestilles med kriminel racketeering.Visse advokater og støttepersoner for misbrugte har åbenlyst udtrykt forundring over, at man ikke brugte denne metode mod ærkebiskop Bernard Law, der undgik retsforfølgelse ved at gå i eksil i Vatikanet.

### Key West Politikreds
I juni 1984 blev Key West politikreds i Monroe county, Florida, erklæret for at være et kriminelt foretagende under RICO-statutter efter en længerevarende efterforskning. Adskillige højtplacerede politifolk, bl.a. vicepolitichef Raymond Cassamayor, blev anholdt og sigtet for at afkræve beskyttelsespenge af kokainsmuglere. Under retssagen fortalte et vidne hvordan han rutinemæssigt afleverede kokainpakker til vicepolitichefens kontor på rådhuset.

### Michael Milken
29 Marts 1989 blev finansmanden Michael Milken tiltalt på 98 anklagepunkter for racketeering og svindel i forbindelse med en sag omkring insider-handel og andre overtrædelser.
Milken blev tiltalt for at bruge et udstrakt netværk af kontakter til at manipulere aktie og obligationspriser. Det var et af de første gange hvor RICO blev brugt mod en enkeltperson uden forbindelse til organiseret kriminalitet. Milken erklærede sig skyldig i seks mindre overtrædelser frem for at skulle tilbringe resten af livet i fængsel.
7 september 1988 blev Milkens arbejdsgiver, Drexel Burnham Lambert også truet med en RICO-tiltale ud fra det juridiske princip at virksomheder er ansvarlige for deres ansattes kriminalitet. Drexel undgik RICO-tiltalen ved at erklære "nolo contendere" for mindre overtrædelser. Det vil sige at man ikke bestrider anklagerne, men heller ikke erklærer sig skyldig. Man dømmes så skyldig, men slipper for formelt at få status af lovbryder.